# 나고야 시영 지하철 가미이다선
나고야 시 교통국 지하철 가미이다 선(명고옥시영지하철상반전선, 일본어: 名古屋市営地下鉄上飯田線)은 나고야 시 교통국의 철도 노선 가운데 하나이다. 아이치현 나고야시 기타구에 위치한 헤이안도리 역과 가미이다 역을 잇는다. 이후 나고야 철도 고마키 선과 직결운행된다.
이 노선은 전 구간이 0.8km로, 일본은 물론 세계에서 가장 짧은 거리의 지하철 노선이다.

## 역사
- 2003년 3월 27일 : 7호선 헤이안도리 ~ 가미이다 구간이 개통됨
- 2007년 4월 1일 : 나고야 철도에게 운전역무를 위탁함

## 역 목록
| 역 번호 | 역 이름    | 일본어 이름 | 접속 노선                         | 소재지   | 소재지   | 소재지 |
| ------- | ---------- | ----------- | --------------------------------- | -------- | -------- | ------ |
| K01     | 가미이다   | 上飯田      | 나고야 철도 고마키 선과 직결 운행 | 아이치현 | 나고야시 | 기타구 |
| K02     | 헤이안도리 | 平安通      | ■ 메이조 선 (M01)                 | 아이치현 | 나고야시 | 기타구 |